# Onvoltooid verleden tijd
De onvoltooid verleden tijd is in de taalkunde een tempus waarmee een handeling of toestand wordt uitgedrukt. Bij talen met een absolute tijd-systeem wordt door middel van de verleden tijd iets beschreven dat voor het heden plaatsvindt. Bij talen met een relatieve tijd-systeem wordt door middel van de verleden tijd iets beschreven dat plaatsvindt vóór iets anders, waarbij het er niet toe doet of dit laatste in het verleden, heden dan wel de toekomst ligt.  
De onvoltooid verleden tijd wordt in grammatica's vaak het preteritum (ook wel geschreven als praeteritum) genoemd.

## Germaanse talen

#### Nederlands
De onvoltooid verleden tijd geeft in het Nederlands een handeling weer die in het verleden plaatsvond en waarvan het "afgerond zijn" niet nadrukkelijk aanwezig is. Zie Werkwoord (Nederlands) voor een bespreking van de verschillende werkwoordstijden en de bijbehorende vervoegingen in het Nederlands.

#### Engels
- De simple past komt ongeveer overeen met de Nederlandse onvoltooid verleden tijd. Bij sterke werkwoorden wordt deze verleden tijd gevormd door ablaut, bij zwakke werkwoorden door aan de stam de uitgang –(e)d toe te voegen. Deze verleden tijd beschrijft met name dat de beschreven handeling of toestand plaatsvond op één bepaald moment in het verleden, bijvoorbeeld He die-d at the age of 70, "Hij stierf toen hij 70 jaar was".

- De past progressive is de verleden tijd van de Engelse duratief (die ook wel continuous of progressive tense wordt genoemd). Deze vorm geeft aan dat de beschreven handeling of toestand op een bepaald moment in het verleden voortduurde, vaak terwijl zich tegelijkertijd iets anders voordeed, bijvoorbeeld: He was going to church when a fire broke out, "Hij was onderweg naar de kerk toen er brand uitbrak".

#### Duits
In Zuid-Duitsland, Oostenrijk en Zwitserland is het gebruik van de onvoltooid verleden tijd (Präteritum) hoofdzakelijk beperkt tot de geschreven taal, in de gesproken taal worden deze vormen als stijf of bekakt ervaren. In sommige nauw aan het Hoogduits verwante (streek)talen, zoals het Beiers en Yiddisch, komen bijna alleen van de werkwoorden sein en haben vormen in de onvoltooid verleden tijd voor; voor het overige bedient men zich van de voltooid tegenwoordige tijd (Perfekt). In het noorden van Duitsland worden de Präteritum en de Perfekt naast elkaar gebruikt, waarbij net als in het Engels en Nederlands de laatste vorm meer het ""voltooid zijn"-aspect en de invloed op het heden benadrukt (bijvoorbeeld  Heute früh ist mein Freund gekommen, und jetzt hat er..., enz.).

## Romaanse talen

#### Frans
Het Frans onderscheidt naast het equivalent van de voltooid tegenwoordige tijd - de passé composé - twee onvoltooid verleden tijden: het imparfait (j'étais, tu étais, il était...) en de passé simple (je fus, tu fus, il fut...) Beide laatste tijden worden in het Nederlands meestal vertaald als een onvoltooid verleden tijd, maar ze betekenen niet hetzelfde. De betekenis van de passé simple komt min of meer overeen met die van de Engelse simple past en het Duitse Perfekt. Het imparfait drukt daarentegen uit dat de genoemde handeling of toestand in het verleden bezig was voort te duren, waarbij de nadruk niet ligt op het feit dat de handeling inmiddels voltooid is. Een voorbeeld is de zin J'étais à Paris la semaine dernière, "Ik was vorige week (een tijdje) in Parijs". Wanneer de spreker echter zegt: J'ai été à Paris hier, benadrukt hij dat hij er gisteren is geweest en vandaag terug is.

## Slavische talen
In veel Slavische talen wordt een onderscheid gemaakt dat andere Indo-europese taalgroepen niet kennen, nl. dat tussen het perfectieve en het imperfectieve aspect. Beide aspecten hebben echter de grondbetekenis van verleden tijd.

## Talen inAfrika
In de Semitische talen wordt hetzelfde drieledige onderscheid "niet verleden tijd/onvoltooid verleden tijd/voltooid verleden tijd" gemaakt als in de meeste Indo-Europese talen. Daarentegen maken de Berbertalen alleen onderscheid tussen de perfectief en de imperfectief. Veel Niger-Congotalen hebben alleen een vorm voor het perfectum die is afgeleid van een werkwoord dat "afmaken, beëindigen" betekent. Het Ewe maakt het zelfs nog bonter; in deze taal wordt alleen maar onderscheid gemaakt tussen toekomst en niet-toekomst, en liggen verleden en heden geheel binnen hetzelfde kader.
Anderzijds hebben de Bantoetalen (bijvoorbeeld het Zoeloe) naast de gewone verleden tijd ook een verleden tijd die aangeeft dat het genoemde nèt voorbij is. Deze twee vormen zijn nooit onderling uitwisselbaar. Een ander belangrijk verschil met de Indo-Europese talen is dat de verleden tijd niet wordt aangegeven met suffixen maar met prefixen.

## Talen inAzië
In de Dravidische en Oeraalse talen, het Mongools, Japans en Koreaans komt het gebruik van de verleden tijd grotendeels overeen met dat van de meeste in Europa gesproken talen. In de in Zuidoost-Azië gesproken talen wordt de verleden tijd over het algemeen niet als apart aspect onderscheiden. Alleen de Chinese talen gebruiken soms een grammaticaal partikel, le. Het Indonesisch en de Austronesische talen maken nog minder onderscheid tussen de verleden tijd en andere tijden. Daarentegen wordt de verleden tijd weer wel onderscheiden in de Oceanische talen.

## Anderetaalfamilies
In sommige inheems Amerikaanse talen ontbreekt het onderscheid tussen de verleden tijd en andere tijden volledig. Andere zoals de Athabaskische talen kennen juist een uitermate complex systeem van verschillende verleden tijden, die elk afzonderlijk een bepaalde afstand tot het heden uitdrukken. Sommige van deze tijden worden uitsluitend gebruikt in de plaatselijke mythologie.
De noordelijke Paiute maken uitsluitend gebruik van het tempus "relatieve tijd". Dit wil zeggen dat een bepaald referentiepunt als uitgangspunt wordt genomen in plaats van het moment waarop de taaluiting plaatsvindt.
Ook in de Papoeatalen drukken de meeste verleden tijden elk afzonderlijk een bepaalde afstand tot het heden uit. De inheemse Australische talen kennen daarentegen slechts één verleden tijd.

## Verwante begrippen
Het tempus onvoltooid verleden tijd (praeteritum, imperfectum), onderscheidt zich als zodanig van de tegenwoordige en de toekomende tijd (het tempus praesens, het futurum).
De voltooid verleden tijd is de andere vorm van de verleden tijd, ook wel het plusquamperfectum.
Onvoltooid tegenwoordige tijd · Onvoltooid verleden tijd

Voltooid tegenwoordige tijd · Voltooid verleden tijd

Onvoltooid tegenwoordig toekomende tijd · Voltooid tegenwoordig toekomende tijd

Onvoltooid verleden toekomende tijd · Voltooid verleden toekomende tijd